# Жорж Гейленс
Жорж Гейленс (фр. Georges Heylens, нар. 8 серпня 1941, Еттербек) — бельгійський футболіст, що грав на позиції захисника. По завершенні ігрової кар'єри — тренер. Футбольний тренер року в Бельгії (1984).
Виступав за клуб «Андерлехт», а також національну збірну Бельгії. Учасник чемпіонату світу 1970 року і бронзовий призер чемпіонату Європи 1972 року.

## Клубна кар'єра
У дорослому футболі дебютував 1960 року виступами за рідну команду «Андерлехт», кольори якої і захищав протягом усієї своєї кар'єри гравця, що тривала чотирнадцять років. Більшість часу, проведеного у складі «Андерлехта», був основним гравцем захисту команди. За цей час сім разів виборював титул чемпіона Бельгії та тричі ставав володарем Кубка Бельгії. Всього провів за «Андерлехт» 361 матч у чемпіонаті, в якому забив 10 голів. У 1970 році він був у фіналі Кубок ярмарків. Після перемоги 3:1 у першому матчі перед рідними глядачами проти «Арсеналу», Гейленс з командою програв 3:0 у другому матчі на стадіоні «Гайбері» і залишився без трофею.

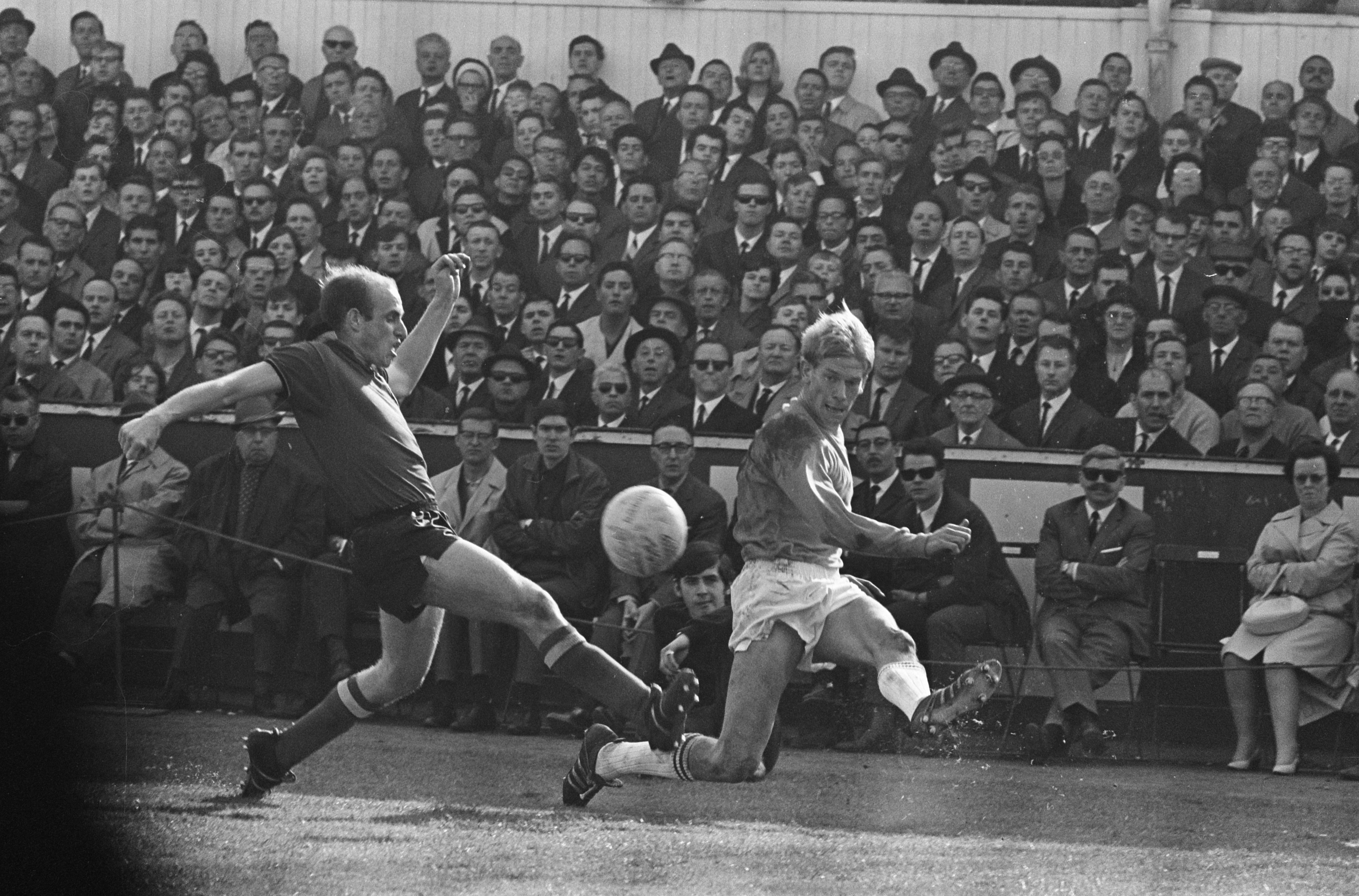
Жорж Гейленс (ліворуч) у матчі за збірну Бельгії проти нідерландця Петера Кемпера. 1967 рік.

1973 року у матчі фіналу Кубка проти «Стандарда» (Льєж) Гейленс вже на третій хвилині отримав серйозну травму і був замінений на Франсуа ван дер Ельста, після чого змушений був закінчити ігрову кар'єру.

## Виступи за збірну
8 березня 1961 року дебютував в офіційних матчах у складі національної збірної Бельгії в товариській гроти ФРН (0:1).
У складі збірної був учасником чемпіонату світу 1970 року у Мексиці, на якому зіграв у всіх трьох матчах своєї збірної — проти Сальвадору (3:0), Радянського Союзу (1:4) та Мексики (0:1), а збірна не подолала груповий етап.
За два роки Гейленс поїхав і на дебютний для бельгійців домашній чемпіонат Європи 1972 року, на якому зіграв в обох матчах своєї збірної, а команда здобула бронзові нагороди.
Загалом протягом кар'єри у національній команді, яка тривала 13 років, провів у її формі 67 матчів.

## Кар'єра тренера
Розпочав тренерську кар'єру відразу ж по завершенні кар'єри гравця, 1973 року, очоливши тренерський штаб клубу «Уніон Сент-Жілуаз», після чого очолював «Кортрейк» та «Ендрахт».
У сезоні 1983/84 зі скромним «Серезьєном» посів 5-те місце у чемпіонаті Бельгії, за що був визнаний тренером року Бельгії і отримав запрошення із закордону, ставши 1984 року головним тренером команди французького «Лілля», яку тренував п'ять років.
З 1995 по 1997 рік працював у Туреччині з клубами «Генчлербірлігі» та «Газіантепспор», у перерві між якими встиг попрацювати на батьківщині з «Мехеленом».
В подальшому очолював кілька нижчолігових бельгійських клубів, а останнім місцем тренерської роботи став клуб «Намюр», головним тренером команди якого Жорж Гейленс був з 2008 по 2010 рік.

## Титули і досягнення
- Чемпіон Бельгії (7):

«Андерлехт»: 1961–62, 1963–64, 1964–65, 1965–66, 1966–67, 1967–68, 1971–72
- Володар Кубка Бельгії (3):

«Андерлехт»: 1964–65, 1971–72, 1972–73
- Володар Кубка бельгійської ліги (1):

«Андерлехт»: 1973